# Battle of Blood Island
Battle of Blood Island è un film di guerra statunitense del 1960 diretto da Joel Rapp. Il film è basato sul racconto di Philip Roth Expect the Vandals, apparso sulla rivista Esquire nel dicembre del 1958.

## Trama
Nel corso della seconda guerra mondiale, Moe e Ken, due soldati statunitensi, unici sopravvissuti ad un'offensiva giapponese, si trovano su un'isola del sud del Pacifico. L'area è ora controllata dai giapponesi e i due sopravvivono per qualche giorno all'interno di una caverna. Nonostante Moe aiuti Ken, che è ferito, i due sono caratterialmente diversi ma affrontano la situazione cercando di limare reciprocamente le proprie differenze.
Un giorno, avvistano un gruppo di soldati giapponesi che praticano un suicidio di massa; capiscono così che la guerra è terminata e si organizzano per tentare la fuga dall'isola. Un nuovo problema però si presenta ai due: devono sbrigarsi a lasciare l'isola perché questa diventerà presto un'area adibita a test per bombe atomiche.

## Produzione
Il film fu prodotto dalla Bickman/Rapp Productions e dalla San Juan Productions e girato nel 1960 a Porto Rico. Il prolifico regista e produttore di B Movie Roger Corman è il produttore esecutivo ed interpreta in un cameo il ruolo di un soldato. La sceneggiatura, basata sul racconto di Philip Roth, fu scritta da Joel Rapp, che rivestì anche il ruolo di regista. La colonna sonora è di Fred Katz e le musiche furono montate da Margaret Royce.

## Distribuzione
Alcune delle uscite internazionali sono state:
- 8 aprile 1960 negli Stati Uniti (Battle of Blood Island)
- 31 maggio 1963 in Finlandia (Verinen saari)

## Promozione
La tagline è: "10,000 men attack--only two got through!" ("10.000 uomini attaccarono - solo due ne uscirono vivi!").